# Гранд-Энкампмент (Вайоминг)
Гранд-Энкампмент (англ. Grand Encampment, Wyoming) — город, расположенный в округе Карбон (штат Вайоминг, США) с населением в 443 человека по статистическим данным переписи 2000 года.

## История
Известный также, как «Энкампмент», город возник на рубеже XIX и XX веков почти на самой границе между штатами Вайоминг и Колорадо, быстро превратившись в один из центров горнодобывающей и медеплавильной промышленности. После прекращения в начале XX века добычи меди в связи с исчерпанием открытых месторождений, производство в городе постепенно сворачивалось, пока в конечном итоге не закрылось последнее крупное предприятие по распилу леса.

## География
По данным Бюро переписи населения США город Гранд-Энкампмент имеет общую площадь в 4,14 квадратных километров, водных ресурсов в черте населённого пункта не имеется.

## Демография
По данным переписи населения 2000 года в Гранд-Энкампменте проживало 443 человека, 137 семей, насчитывалось 209 домашних хозяйств и 336 жилых домов. Средняя плотность населения составляла около 107 человек на один квадратный километр. Расовый состав Гранд-Энкампмента по данным переписи распределился следующим образом: 97,52 % белых, 0,45 % — коренных американцев, 0,68 % — азиатов, 1,35 % — представителей смешанных рас.
Испаноговорящие составили 0,68 % от всех жителей города.
Из 209 домашних хозяйств в 23,0 % — воспитывали детей в возрасте до 18 лет, 56,9 % представляли собой совместно проживающие супружеские пары, в 2,9 % семей женщины проживали без мужей, 34,4 % не имели семей. 32,1 % от общего числа семей на момент переписи жили самостоятельно, при этом 12,9 % составили одинокие пожилые люди в возрасте 65 лет и старше. Средний размер домашнего хозяйства составил 2,12 человек, а средний размер семьи — 2,64 человек.
Население города по возрастному диапазону по данным переписи 2000 года распределилось следующим образом: 19,0 % — жители младше 18 лет, 5,2 % — между 18 и 24 годами, 23,5 % — от 25 до 44 лет, 36,3 % — от 45 до 64 лет и 16,0 % — в возрасте 65 лет и старше. Средний возраст жителей составил 47 лет. На каждые 100 женщин в Гранд-Энкампменте приходилось 115,0 мужчин, при этом на каждые сто женщин 18 лет и старше приходилось 116,3 мужчин также старше 18 лет.
Средний доход на одно домашнее хозяйство в городе составил 29 444 доллара США, а средний доход на одну семью — 37 083 доллара. При этом мужчины имели средний доход в 36 786 долларов США в год против 19 375 долларов среднегодового дохода у женщин. Доход на душу населения в городе составил 20 632 доллара в год. 9,1 % от всего числа семей в округе и 12,8 % от всей численности населения находилось на момент переписи населения за чертой бедности, при этом 19,6 % из них были моложе 18 лет и 12,0 % — в возрасте 65 лет и старше.